# Гай Олександр Дмитрович
Гай Олександр Дмитрович  (нар. 26 липня (8 серпня) 1914, Дніпропетровськ — 2000, Львів) — український актор, професор Львівської консерваторії. Лавреат Державної премії УРСР ім. Т. Г. Шевченка (1971), Народний артист УРСР (1956), Народний артист СРСР (1977).

## Біографія
Народився 26 липня 1914 р. в м. Дніпропетровськ. У 1933–1936 р. вчився у школі МХАТу 2-го (клас С. Г. Бірман), у 1938 р. закінчив Московське музичне училище ім. А. К. Глазунова, у 1958 р. — історичний факультет Львівського університету.
Сім'я:
- Батько — Дмитро Титович (1882—1953), робочий Дніпропетровського металургійного заводу ім. Петровского

- Мати — Уляна Олександрівна (1882—1973), домогосподарка

Дружини:
- 1 Чистопольская Лідія Яківна (1913—2004) співачка
- 2 Лідія Василівна (1924-?), Співачка Державної заслуженої хорової капели України «Трембіта», пенсіонер
- Донька — Наталя (р. 1938), мистецтвознавець, філолог російської мови (Москва). В даний час пенсіонер (Київ)
- Син — Кирило (1964—1986)

## Творчість
У 1929–1932 рр. — актор Дніпропетровського театру імені Т. Г. Шевченка, в 1936–1938 рр., паралельно до навчання в музичному училищі, працював у Московському театрі ім. Єрмолової, під керівництвом Н. П. Хмельова.
З 1938 р. під час служби в армії працював у військових ансамблях пісні та танцю, у роки Німецько-радянської війни — у фронтових бригадах.
З 1947 р. працював у Львівському українському драматичному театрі ім. М. Заньковецької. Серед ролей: Гамлет («Гамлет» Шекспіра), Прохор («Васса Железнова» М. Горького), Сальєрі («Моцарт і Сальєрі» А. С. Пушкіна), Гнат («Безталанна» І. Карпенка-Карого). Грав більшовицького російського диктатора Лєніна у виставах «Кремльовські куранти» Погодіна та «Між зливами».
Також зіграв роль українського письменника Михайла Коцюбинського в кінострічці Родина Коцюбинських.
Помер у Львові, похований на полі № 52 Личаківського цвинтаря.

## Фільмографія
1. 1959: Григорій Сковорода — Григорій Сковорода
2. 1960: Повернення — Ілько Горуля
3. 1960: Кров людська — не водиця — Погиба
4. 1961: Дмитро Горицвіт — Погиба
5. 1961: Українська рапсодія — Вайнер
6. 1962: Квітка на камені — Батько Люди
7. 1962: Зірочка (новелла «Пилипко»)
8. 1964: Ключі від неба — Майор Оленін
9. 1964: Тіні забутих предків — Петро Палійчук, батько Івана
10. 1965: Акваланги на дні — Єгор Андрійович, режисер картини
11. 1966: Лють — Полковник Селянинов
12. 1967: Туманність Андромеди — Пур Хісс, член екіпажа зорельота «Тантра»
13. 1968: Помилка Оноре де Бальзака — Лікар Кноте
14. 1969: Скарби палаючих скель — Олександр Дмитрійович
15. 1969: Острів Вовчий — Полковник полярної авіації (озвучив актор Павло Морозенко)
16. 1970: Крутий обрій
17. 1970: Мир хатам, війна палацам — Грушевський
18. 1970: Родина Коцюбинських — Михайло Михайлович Коцюбинський
19. 1972: Тільки ти — Капітан «Радянської України»
20. 1974: Новосілля — Бронон
21. 1975: Посеред літа — Скорина
22. 1976: Дума про Ковпака — Санін
23. 1976: Еквілібрист — Директор цирку
24. 1976: По секрету усьому світу (2 серія) — Водій бульдозера
25. 1977: Право на любов — Дмитро Коваль
26. 1979: Агент таємної служби — професор
27. 1980: Від Бугу до Вісли — поляк-селянин
28. 1982: Таємниці святого Юра — отець Йосип
29. 1985: Ми звинувачуємо — адвокат М. І. Гриньов
30. 1993: Злочин з багатьма невідомими — Президент Вищого Крайового Суду Сімонович

- 1995-1996: Острів любові

## Нагороди
- Державна премія УРСР ім. Т. Г. Шевченка (1971)
- Народний артист УРСР (1956)
- Народний артист СРСР (1977)
- Орден «Знак Пошани»